# Demotyka

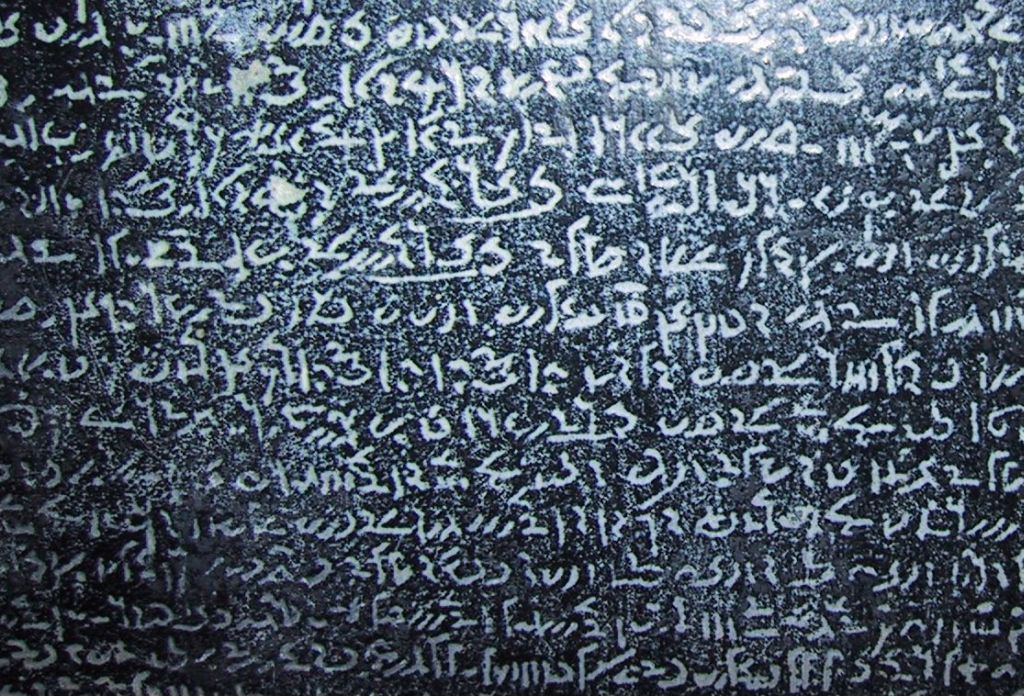
Demotyka, fragment z repliki kamienia z Rosetty

Demotyka (stgr. δημοτικά demotika ‘ludowe’, od δημοτικὰ γράμματα demotika grammata ‘pismo ludowe’) – nazwa zarówno odmiany pisma wywodzącego się z regionalnego wariantu hieratyki stosowanej w Dolnym Egipcie w trzecim okresie przejściowym, jak i ówczesnego potocznego języka zapisywanego tym pismem używanego w starożytnym Egipcie w epoce późnej, okresie greckim i rzymskim. Jako pismo codziennego użytku wyparło hieratykę w czasach XXVI dynastii. Po raz pierwszy termin ten został wprowadzony przez Herodota dla odróżnienia go od inskrypcji zapisywanych przy użyciu hieratyki lub hieroglifów.
Pismo demotyczne było używane dla celów administracyjnych, handlowych, do pisania korespondencji, aktów prawnych, a także celem sporządzania podręcznych notatek. Jednakże od czasów okresu ptolemejskiego zaczęto go używać do zapisu tekstów naukowych, literackich, a nawet religijnych (także na monumentach) używając przy tym bardziej starannej wersji demotyki. Teksty zapisywano horyzontalnie od prawej do lewej przede wszystkim na papirusach i ostrakonach.
Ze względu na stosowaną mnogość skrótów i innych cech ortograficznych czytanie tekstów jest znacznie utrudnione, a transkrypcja na hieroglify praktycznie niemożliwa.

Demotyka w zastosowaniach urzędowych została wyparta przez grekę, a w mowie przekształciła się w język koptyjski. Ostatnie znane użycie pisma demotycznego – na wyspie File w świątyni Izydy – datowane jest na 450 rok n.e.